# Studites

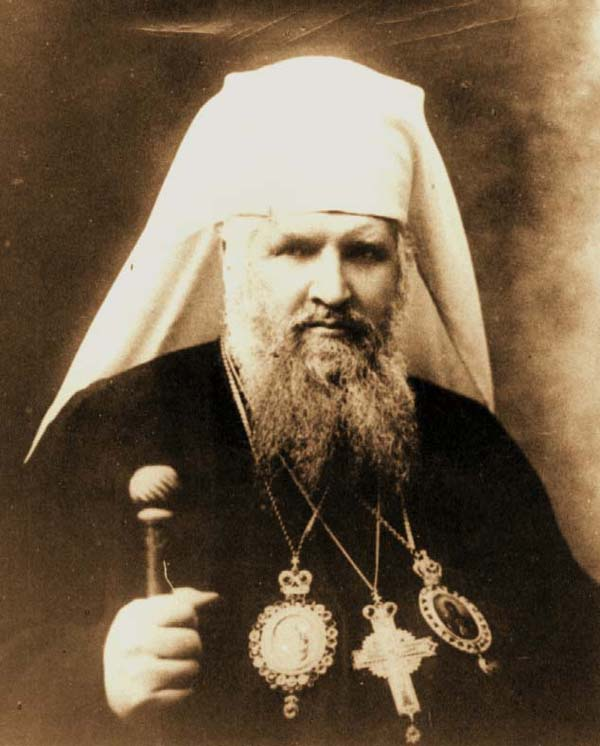
Le métropolite André Szeptyckij, fondateur de la congrégation

Les Studites (m.s.u.), en latin Monachi e Regula Studitarum, forment une congrégation religieuse de l’Église grecque-catholique ukrainienne. Fondée en 1899, suivant la règle de Théodore le Studite (759-826), la congrégation compte une centaine de membres et huit monastères au début du XXIe siècle. L'higoumène actuel de l'ordre est le frère Jonáš Maxim, depuis 2020.

## Éléments historiques
La congrégation doit son existence au métropolite André Cheptytsky (1865-1944) qui, en 1899, restaure un monachisme oriental catholique rigoureux suivant la règle monastique de Théodore le Studite (759-826). Le centre de la congrégation des Studites se trouve dans la  laure de Univ, près de Lviv. 
En 1938, l'ordre comptait près de deux cents moines et une branche féminine. Durant la période soviétique, il n'existe plus que dans la clandestinité. En 1990, à la suite de l'indépendance de l'Ukraine, l'église puis le monastère de Univ sont restitués aux studites qui rassemblent rapidement plusieurs dizaines de membres. 

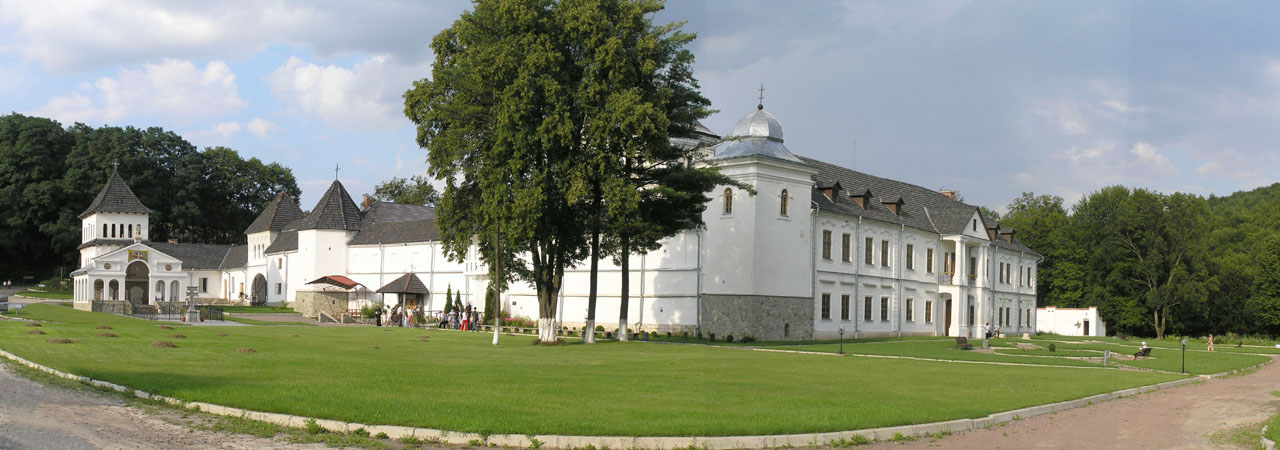
Laure studite de Univ

Au début du XXIe siècle une trentaine de moines résident à la laure de Univ qui reçoit également les frères de passage et les novices. La congrégation est forte d'une centaine de moines répartis dans huit monastères, possède une maison d'édition (Svichado, en ukrainien Свічадо) et compte dans ses rangs quatre évêques vivants, deux évêques décédés et un cardinal décédé. 
La laure de Univ est devenue un haut-lieu de pèlerinage attirant des dizaines de milliers de pèlerins lors des fêtes de la Dormition de la Vierge Marie et en mai. 

### Membres
- Bienheureux Clément Cheptytsky, archimandrite de l'ordre studite (1945-1951)
- Cardinal Lioubomyr Housar (1933-2017)